# Râul Merișor, Vălișorul
Râul Merișor este un curs de apă afluent al râului Vălișorul.

## Hărți
- Harta Munții Poiana Rusca  Arhivat în 12 martie 2010, la Wayback Machine.
- Harta Județului Caraș-Severin